# Dicranota guerini
Dicranota (Dicranota) guerini là một loài ruồi trong họ Pediciidae. Chúng phân bố ở vùng sinh thái Palearctic.